# Wolfhart Pannenberg
Wolfhart Pannenberg (2 d'octubre de 1928, Szczecin - 5 de setembre de 2014, Múnic) fou un teòleg alemany protestant. Realitzà significants contribucions a la teologia contemporània, com ara la seva Antropologia en perspectiva teològica, els seus tres volums de Teologia sistemàtica i una sèrie d'escrits que tracten críticament la relació de la teologia amb les ciències modernes.
Pannenberg és potser més conegut per Jesús: Déu i home (1968), llibre en què construeix una cristologia «des de baix», derivant les seves afirmacions dogmàtiques d'un examen crític de la vida i sobretot la resurrecció de Jesús. Afirmà que la resurrecció és la clau de la identitat de Crist i de la seva historicitat.
Tingué estrets contactes amb l'escriptor i físic Frank J. Tipler, qui en el seu llibre La física de la immortalitat diu d'ell: «Pannenberg és un cas aïllat entre els teòlegs del segle XX: fonamenta la teologia en l'escatologia; per a ell, la paraula 'Cel' no és només una metàfora, sinó quelcom que realment existirà en el futur. Per tant, es tracta dels pocs teòlegs contemporanis que creuen realment que la física ha de mesclar-se amb la teologia; es pren de debò la molèstia de comprendre la ciència natural» (p. 26).